# Карты на стол
«Карты на стол» (или «Карты на столе»; англ. Cards on the Table) — детективный роман английской писательницы Агаты Кристи. Написан и опубликован в 1936 году. В этом романе расследование ведут сразу четыре детектива, фигурирующие и в других книгах Кристи: Эркюль Пуаро, Ариадна Оливер, суперинтендант Баттл и полковник Рейс. Любимое дело Эркюля Пуаро.

## Сюжет
Мистер Шайтана очень богатый и одновременно слишком странный человек. Он интересуется убийствами и коллекционирует убийц. Однажды он приглашает к себе в дом восьмерых человек: Эркюля Пуаро, Ариадну Оливер, полковника Рейса, инспектора Баттла, майора Деспарда, доктора Робертса, Энн Мередит и миссис Лорример. Во время ужина он начинает разговор об убийствах и говорит, что большинство убийств так и не раскрыли. Затем он усаживает гостей за бридж. Четверых детективов в одну комнату и четверых остальных в другой. Он садится у камина.
Когда игра заканчивается, гости находят мистера Шайтану заколотым в сердце стилетом. Четверо детективов во главе с Пуаро берутся за расследование. Ясно, что Шайтану убил кто-то из тех четверых.
Интересно, что значительную роль в расследовании, проводимом Пуаро, играет анализ хода игры.

## Действующие лица
Детективы:
- Эркюль Пуаро — бельгийский сыщик.
- Ариадна Оливер — детективная писательница.
- Суперинтендант Баттл — полицейский из Скотланд-Ярда.
- Полковник Рейс — полковник секретной службы.

Подозреваемые:
- Энн Мередит — молодая девушка, бывшая воровка и убийца. Имеет свой «скелет в шкафу». По её вине умирает её хозяйка.
- Мадам Лорример — умная вдова, убившая мужа.
- Майор Деспард — привлекательный майор, в ходе развития сюжета влюбляется в подругу Энн Мередит - Роду. В прошлом по несчастному стечению обстоятельств оказался причастен к смерти профессора, руководителя экспедиции.
- Доктор Робертс — доктор с Харли-стрит. Его врачебная биография оказывается небезупречной.

Другие персонажи:
- Рода Доуз — богатая подруга и соседка Энн по дому.
- Миссис Лаксмор — чей муж умер при подозрительных обстоятельствах.
- Мисс Берджесс — верный секретарь доктора Робертса.

Жертва:
- Мистер Шайтана — коллекционер различных редкостей, в том числе убийц. Очень богатый и загадочный.

## Экранизация
Роман экранизирован в сериале «Пуаро Агаты Кристи» в 2006 году (в главной роли Дэвид Суше), но с многими отступлениями от первоисточника:
- Суперинтендант Баттл в сериале изменён на инспектора Виллера, а полковник Рейс на полковника Хьюза.
- У многих персонажей изменена предыстория. Шайтана становится наркоманом и хочет, чтобы его убили. В романе же он просто богатый и эксцентричный мужчина. Кроме того, он оказывается гомосексуалом, имевшим романтические связи с инспектором Виллером.
- Инспектор Виллер оказывается человеком с темным прошлым. После этого он был сфотографирован в компрометирующих позах во время секса с ним. Из-за чего он тоже оказывается подозреваемым в убийстве.
- Радикально изменён мотив убийцы. В романе доктор Робертс убил Шайтану и миссис Лорример из-за денег, тогда как в фильме он убивает только Шайтану, чтобы тот не раскрывал его гомосексуальность и его связи с мужчинами, в том числе со своими пациентами. В прошлом он имел дело с Миссис Крэддок, которая угрожала раскрыть его тайну. После чего он убил её и продолжил встречаться с её мужем.
- Миссис Лорример остаётся жива, а в романе она погибает от снотворного. Она также становится матерью Энн Мередит.
- Энн Мередит не умирает как в романе, вместо неё умирает Рода Деспард. Из-за чего не Рода становится избранницей майора Деспарда, а Энн. У Энн чистое прошлое, она не убийца.

## Отсылки к другим произведениям
- Майор Деспард также появляется в романе «Вилла „Белый Конь“», где Рода (одна из героинь) является его женой и кузиной главного героя.
- Энн Мередит знает Пуаро из дела «Убийства по алфавиту».
- Энн Мередит говорит, что читала роман Ариадны Оливер «Тело в библиотеке». В дальнейшем А. Кристи пишет роман о мисс Марпл с таким названием.
- Пуаро упоминает о своем расследовании в Восточном экспрессе (роман «Убийство в „Восточном экспрессе“»).